# توریاچو، ریو دو ژانیرو
توریاچو، ریو دو ژانیرو (به پرتغالی: Turiaçu, Rio de Janeiro) یک منطقهٔ مسکونی در برزیل است که در ریودو ژانیرو واقع شده‌است.